# A・バートラム・チャンドラー
アーサー・バートラム・チャンドラー（Arthur Bertram Chandler, 1912年3月28日 - 1984年6月6日）は、オーストラリアのSF作家。他に George Whitley、George Whitely、Andrew Dunstan、S.H.M. といったペンネームを使っていた。
「銀河辺境シリーズ」（Rim Worlds ）の作者として知られる。それ以外の作品では、「SFマガジン」2号（1960年）掲載の「檻」（The Cage ）をはじめとして、幾つかの短編が日本語訳されている。
イングランドのハンプシャー州オールダーショットで生まれた。商船の幹部船員として世界中を行き来していた。1956年、オーストラリアに移住しオーストラリア国籍となる。彼はオーストラリアやニュージーランドの商船隊で様々な船を指揮し、オーストラリア海軍の空母メルボルンが解役され中国にて解体されるという最後の航海では船長を務めた。
チャンドラーの娘ジェニー・チャンドラーは、イギリスのホラー作家ラムジー・キャンベルと結婚した。

## 作風など
チャンドラーは生涯に40作以上の長編と200作の短編を書いた。銀河辺境シリーズとそれに関連するジョン・グライムズを主人公とする一連の作品でよく知られている。これらは明らかに海軍の雰囲気を漂わせている。短編では The Bitter Pill（1971年）で、長編では『惑星スパルタの反乱』（1969年）、The Bitter Pill（1975年）、『傷ついた栄光』（1971年）でディトマー賞（オーストラリアのSFの賞）を受賞した。
チャンドラーの描く宇宙船内の生活や乗組員同士の関係は極めて写実的で、彼自身の遠洋航路の経験がその根底にあることは明らかである。特にグライムズは水の上の船の操縦も得意で、様々な惑星の海で船での冒険をすることがある。彼の作品には古い磁気駆動の宇宙船「ガウスジャマー」について言及する場面が何度かあるが、これは明らかに「ウィンドジャマー」という帆船の形式がモデルとなっている。
1964年の The Deep Reaches of Space はあまり有名ではないが、船員からSF作家になった人物が主人公で、明らかに自伝的要素が入っている。主人公が未来にタイムトラベルし、異星で座礁した人々を航海経験を駆使して救うという話である。
チャンドラーの描く未来ではオーストラリアが地球上で大国になっており、オーストラリア人が宇宙開発を主導して他の惑星に植民していくことになっており、チャンドラーのオーストラリア人としての背景が表れている。いくつかの作品に悪人として登場するドロンゴ・ケーンは Austral という惑星の出身とされており、他の作品には銀河系の全く別の場所にある Australis という惑星に言及している。
ジョン・グライムズの若いころを描いた短編 "The Mountain Movers" ではオーストラリア人の宇宙冒険家がワルチング・マチルダの節で歌を歌う場面がある。彼らが入植者としてアボリジニのような原住民の住む惑星に入植し、原住民から惑星の支配権を奪い取るという話で、オーストラリアの歴史の暗部を繰り返している。クライマックスで明かされるように、この類似は偶然ではない。
チャンドラーはパラレルワールドをよくプロットの道具として使った。グライムズを主人公とする作品には他の世界と交差した人物がよく登場した。『次元交錯星域』では、宇宙のある地点で様々な世界が交錯し、グライムズは別世界の（まだ銀河連邦に所属している）自分自身に出会うだけでなく、ポール・アンダースンのドミニック・フランドリー（『地球帝国秘密諜報員』の主人公）も登場する。
1984年の Kelly Country という長編では歴史改変SFに挑戦している。主人公のネッド・ケリーはオーストラリアの植民初期の実在の人物で、流刑人だった。彼は植民地を脱走して森に隠れ住む bushranger となったが、つかまって絞首刑となり25歳で死んだというのが史実である。小説では生き延びて最終的にオーストラリア大統領となる。
チャンドラーは無重力状態でのセックスを楽しげにしばしば書いている。宇宙船に乗っている女性はパーサーか乗客ということが多い。指揮系統内の正規の将校として女性が出てくることは滅多にない。主人公は女性と情事に及ぶことが多いが、それが恋に発展して持続し結婚することもある。男女関係は基本的に男性の視点で描かれている。

## 日本語訳された主な作品
- 銀河辺境シリーズ